# Tanaecia irenae
Tanaecia irenae är en fjärilsart som beskrevs av Corbet 1937. Tanaecia irenae ingår i släktet Tanaecia och familjen praktfjärilar. Inga underarter finns listade i Catalogue of Life.